# Wagnergetriebe

Mechanismus (Wagnergetriebe) einer Typenhebelschreibmaschine.
Alle Hebel sind im Maschinengestell drehbar gelagert (gegenseitige Verbindung mit Dreh-Schiebe-Gelenk, Stift in Gabel).
A: Tastenhebel; B: Zwischenhebel; C: Typenhebel;
Ruhelage: blau; Typenanschlag: rot

Das Wagnergetriebe ist Teil einer Typenhebelschreibmaschine, das der in die USA ausgewanderte Franz Xaver Wagner aus Heimbach bei Neuwied gemeinsam mit seinem Sohn Herman 1890 erfand und das ihm 1893 patentiert wurde.
Es überträgt die Bewegung der Taste über einen Zwischenhebel auf den zugehörenden Typenhebel, der um etwa 90° aus der Horizontalen nach oben schwingt (Schwinghebel) und die Type von vorn auf die Schreibwalze schlägt. Bis zur Erfindung des Wagnergetriebes schlugen die Typen bei fast allen Schreibmaschinen von unten oder von oben auf, sodass der Schreiber das gerade Geschriebene nicht lesen und Fehler nicht sofort erkennen und korrigieren konnte. Das Wagnergetriebe machte den Bau einer Schreibmaschine mit relativ leichtem Tastenanschlag und sofort sichtbarer Schrift möglich.
Vorherige Konstruktionen verursachen durch den abrupten Stopp des auf die Schreibwalze aufschlagenden Typenhebels einen deutlichen Rückschlag auf die jeweilige Taste, was von Typisten als unangenehm empfunden wird. Dies lässt sich durch einen besonderen Schreibstil vermindern, bei dem man den Finger bereits vor dem Aufschlag des Typenhebels auf der Schreibwalze von der Taste nimmt und den Typenhebel so frei schwingen lässt. Außerdem lässt sich so ein Prellen des Typenhebels verhindern, was einen unerwünschten zusätzlichen Abdruck der Type, sichtbar als verschobenes Schattenbild, verursachen kann.
Wagner verbesserte sein Getriebe so, dass ein Typenhebel über den Weg der betätigten Taste allein nicht bis auf die Schreibwalze bewegt werden kann. Das letzte Stück seines Weges zur Schreibwalze muss der Typenhebel „frei schwingend“ erreichen (daher auch „Schwinghebelgetriebe“), wozu er mit einer dafür nötigen Mindestkraft (Impuls) betätigt werden muss. Technisch betrachtet ist der Typenhebel so am oberen Ende seines Bewegungsbereiches vom Tastenhebel mechanisch entkoppelt, was das Tippen deutlich angenehmer, flüssiger und schneller macht.
Wagner führte auch die insgesamt halbkreisförmige Anordnung der Typenhebelmechanismen ein. Diese liegen je in einer radialen Schnittebene durch einen Zylinder. In der Zylinderachse befindet sich der Anschlagpunkt der Typenhebel. Der kammartige Block, in welchem die Typenhebel gelagert sind, ist das ebenfalls von Wagner erfundene und patentierte Segment. Zudem benutzte Wagner in seiner in der Wagner Typewriter Co., New York gefertigten Schreibmaschine die 1888 auf dem ersten Maschinenschreiberkongress in Toronto festgelegte und noch heute gültige Anordnung der Buchstaben auf dem Tastenfeld. 1896 erwarb John T. Underwood Wagners Fabrik und Patente. 
Die Underwood-Schreibmaschinen wurden zum Standard der Typenhebelschreibmaschine; nach und nach übernahmen die anderen Schreibmaschinen das von Wagner erfundene Grundprinzip des Typenhebelgetriebes. 1906 wurde das Wagnergetriebe, bei dem Tasten-, Zwischen- und Typenhebel mit Dreh-Schiebe-Gelenken unmittelbar ineinandergriffen, von dem US-Amerikaner Edward B. Hess verbessert. Hess fügte zwischen Tasten- und Zwischenhebel sowie zwischen Zwischen- und Typenhebel jeweils einen Zugdraht ein und erreichte dadurch, dass der Typenhebel die größte Drehbeschleunigung im Moment des Typenaufschlags hat, obwohl Tastendruck und Tastenbewegung gleich bleiben. Mit dieser technischen Lösung wurde ein Verhaken der Typenhebel auch bei sehr schnellem Schreiben weitgehend ausgeschlossen.